# Gradoli
Gradoli is een gemeente in de Italiaanse provincie Viterbo (regio Latium), gelegen op de noordwestelijke heuvels aan het meer van Bolsena, en telt 1323 inwoners (31-12-2018). De oppervlakte bedraagt 37,5 km², de bevolkingsdichtheid is 35 inwoners per km². Dominant in de plaats is een beroemd Palazzo Farnese, gebouwd door de architect Antonio da Sangallo de Jongere. Gradoli is de kleinste van de gemeenten die uitkijken over het meer. In de omgeving is wijnbouw de belangrijkste economische activiteit. Het centrum van het stadje heeft zijn 16e-eeuwse karakter vrijwel geheel behouden.
De volgende frazioni maken deel uit van de gemeente: Cantoniera.

## Demografie
Gradoli telt ongeveer 664 huishoudens. Het aantal inwoners daalde in de periode 1991-2001 met 3,4% volgens cijfers uit de tienjaarlijkse volkstellingen van ISTAT.
| Jaar | Inwoneraantal |
| ---- | ------------- |
| 1991 | 1548          |
| 2001 | 1496          |

## Geografie
De gemeente ligt op ongeveer 470 m boven zeeniveau. Het gemeentelijk grondgebied bestaat uit steile heuvels en diepe valleien, beplant met wijnstokken en olijfbomen, vlak bij het meer. Aan het meer heeft de gemeente 11 kilometer strand.  
Gradoli grenst aan de volgende gemeenten: Bolsena, Capodimonte, Grotte di Castro, Latera, Montefiascone, Onano, San Lorenzo Nuovo, Valentano.

## Geschiedenis
In het gebied zijn talloze overblijfselen van Etruskische graven gevonden, evenals een weelderige Romeinse villa aan de oevers van het meer.
De oorsprong van Gradoli gaat terug tot de middeleeuwen toen er op de huidige heuvel een imposant kasteel werd gebouwd, waarvan de ingang alleen bereikbaar was via een steile trap, in het Latijn "gradus", vandaar de naam van de stad. Van het kasteel zijn maar weinig sporen over: een ronde verdedigingstoren, nu opgenomen in een woonhuis, de toegangsboog, een deel van de muren. De gracht die de stad omgaf, is aangepast en omgevormd tot stadsstraten en pleinen maar de vorm is nog steeds zichtbaar.
De eerste acte waarin het Castrum Gradolorum wordt genoemd dateert uit 1113: het was een van de eigendommen die door Mathilde van Toscane aan de paus werden geschonken.
In de volgende eeuw viel de plaats, samen met het hele district, onder de heerschappij van Orvieto. In 1265 verdreef een volksopstand de bestuurders van Orvieto en bracht het land terug onder de regering van de Heilige Stoel. Enkele jaren later moest deze weer terug naar Orvieto. Wisselend heeft de stad onder gezag van Orvieto en de pauselijke staat gestaan
In 1410 werd Gradoli een leengoed van de familie Orsini. In 1445 benoemde paus Eugenius IV de familie Farnese drie generaties lang als feodale heren en in 1505 ging het in ‘eeuwigdurend vicariaat’ over aan de familie Farnese.
Kardinaal Alessandro Farnese, later paus Paulus III, koos Gradoli als zijn zomerresidentie, liet de ruïnes van het oude kasteel slopen en bouwde daar zijn persoonlijke residentie (Palazzo Farnese di Gradoli).
In 1534 ging Gradoli deel uitmaken van het grondgebied van het hertogdom Castro, waar het Huis Farnese de heerschappij had. In 1649, na de verwoesting van de stad Castro, keerde Gradoli terug naar de pauselijke staat.
In 1871 ging Gradoli deel uitmaken van het Koninkrijk Italië.
In 1922 gaf paus Benedictus XV Palazzo Farnese aan de gemeente Gradoli. De gemeente ging het gebouw als gemeentehuis, polikliniek, school en zetel van plaatselijke clubs gebruiken. De eerste volledige restauratie van het paleis begon in 1986, andere volgden in 1997 en 2006. Daarbij werden oude fresco's hersteld. In 1998 werd in het gebouw het Farnesische Kostuum Museum ondergebracht.
In 1978 was Gradoli kort wereldnieuws, toen als gevolg van een spirituele seance waarbij Romano Prodi was betrokken, Gradoli werd aangewezen als plaats waar de ontvoerde oud-premier Aldo Moro mogelijk gevangen werd gehouden. Een grootscheepse zoekactie leverde niets op. Later werd ontdekt dat het onderkomen van de leider van de terroristische bende die verantwoordelijk was voor de ontvoering, zich aan de Via Gradoli in Rome bevond.

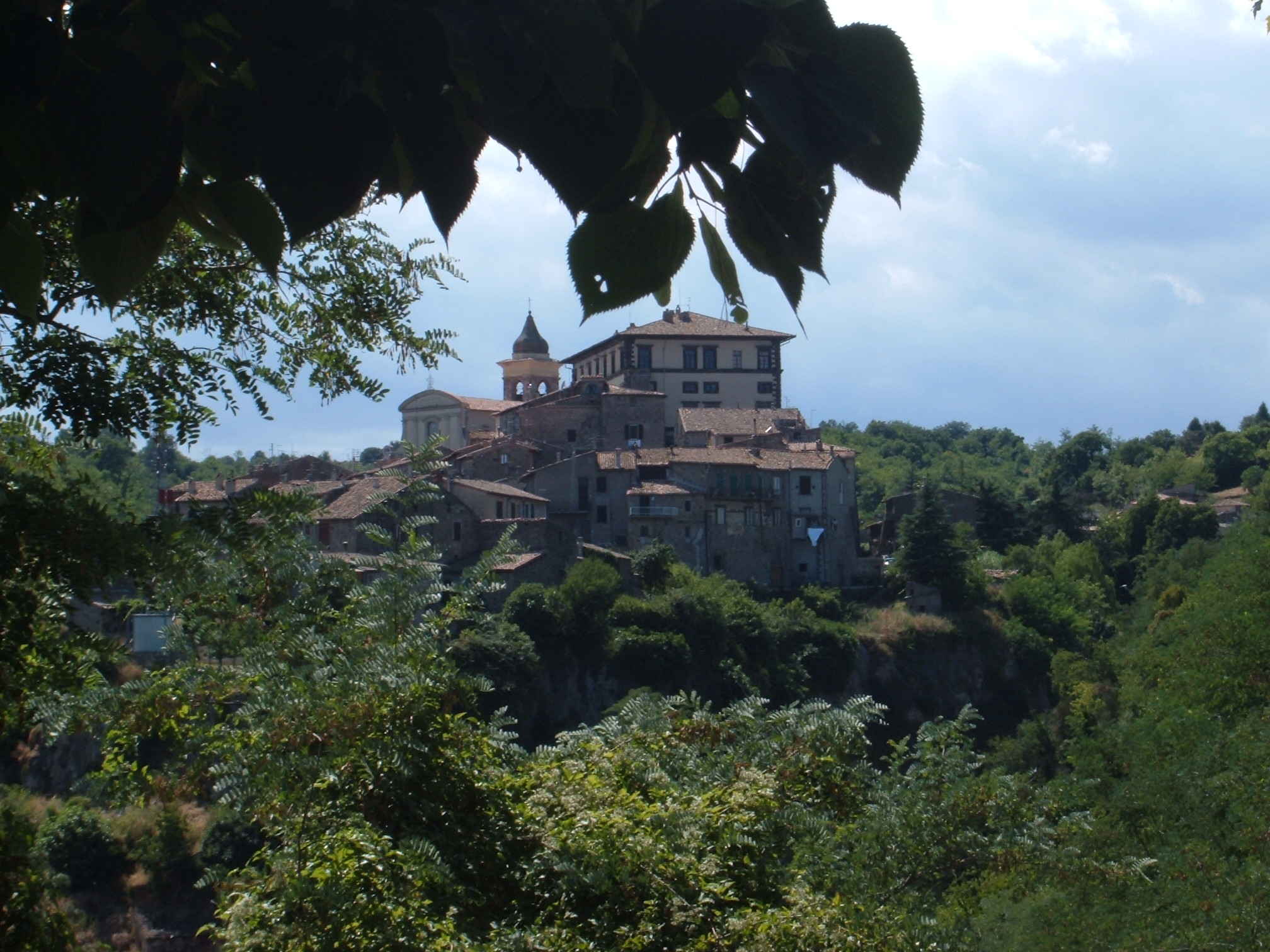
Gradoli
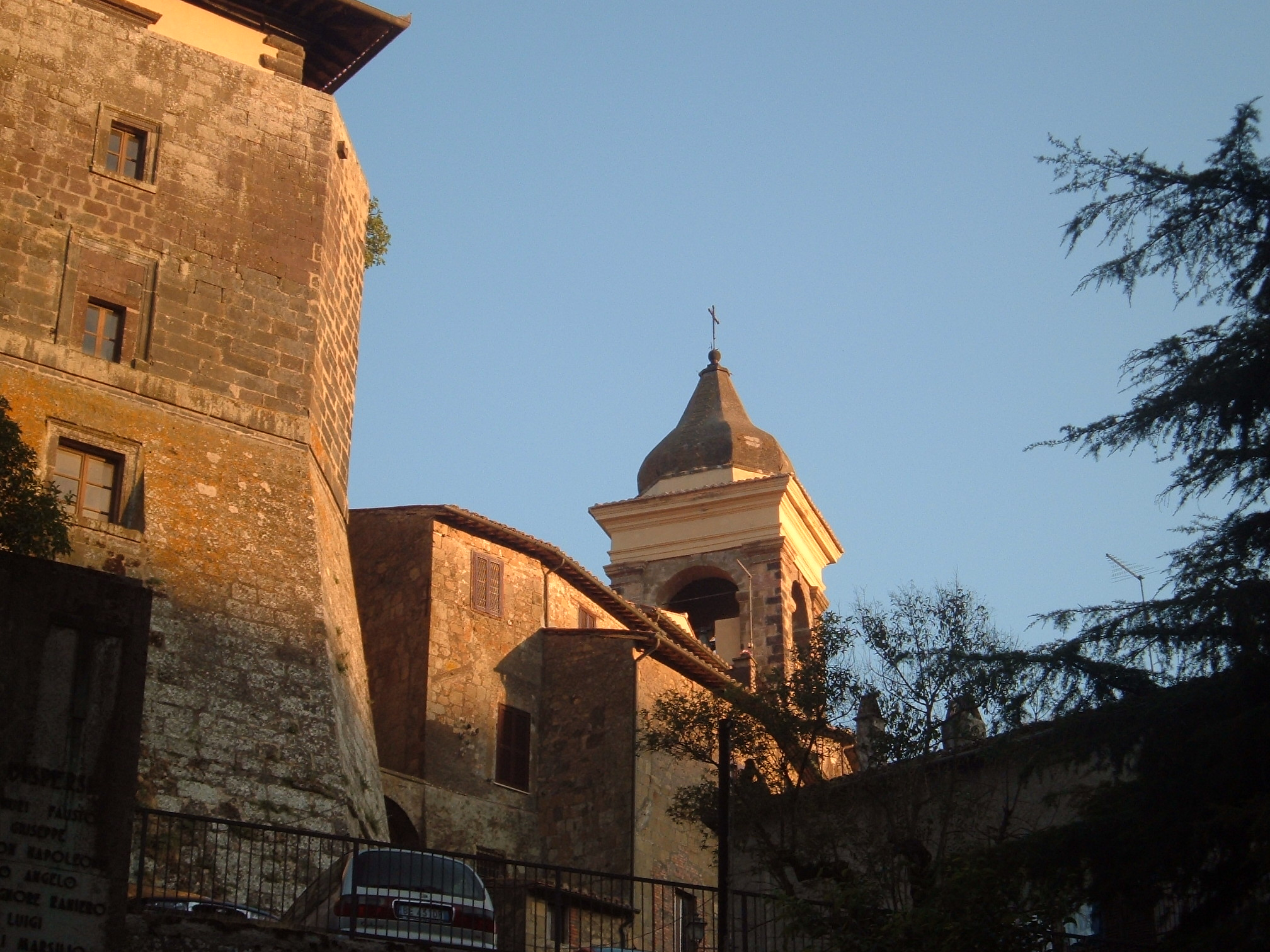
Palazzo Farnese Tramonto
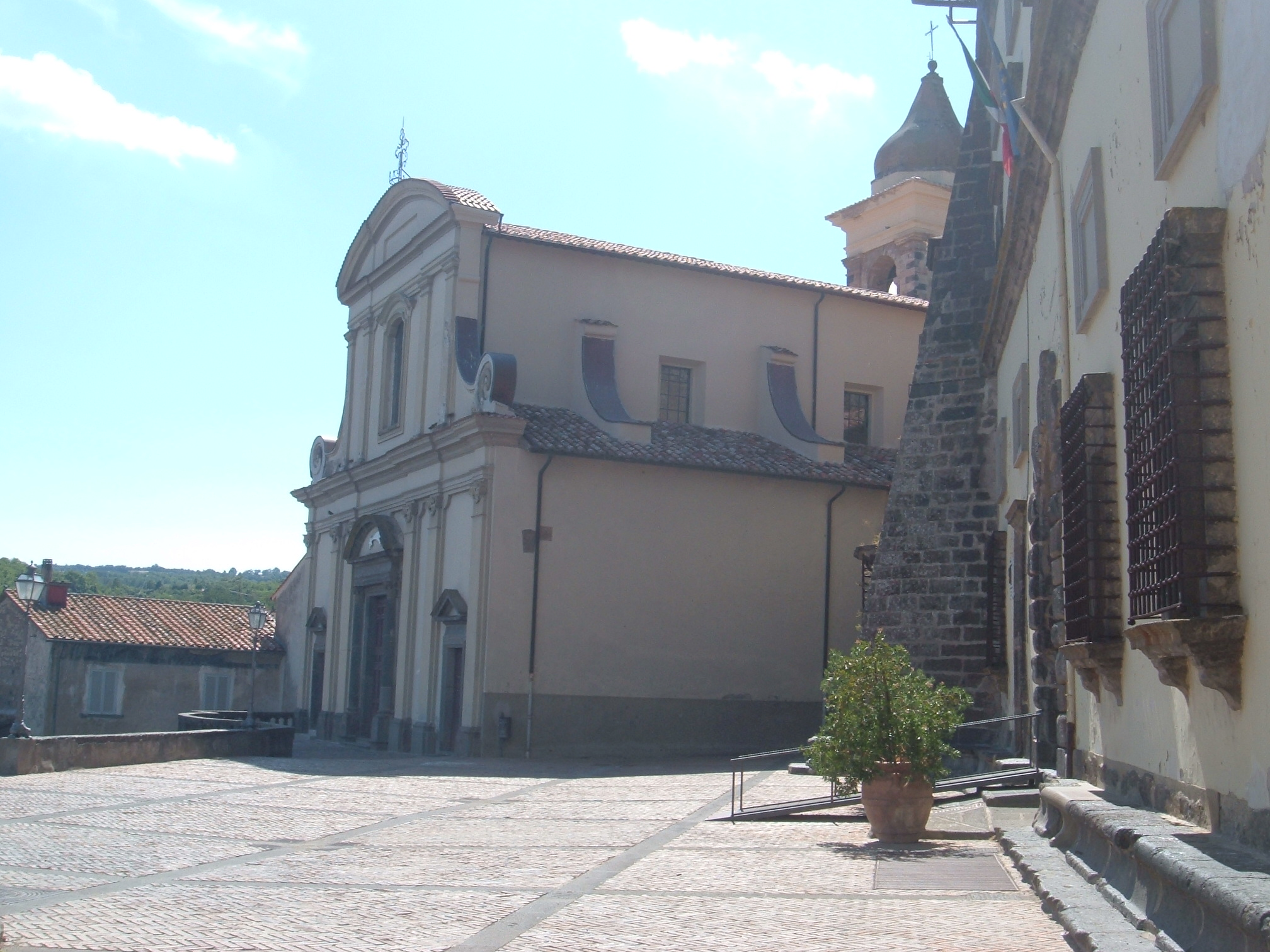
Piazza Palombini
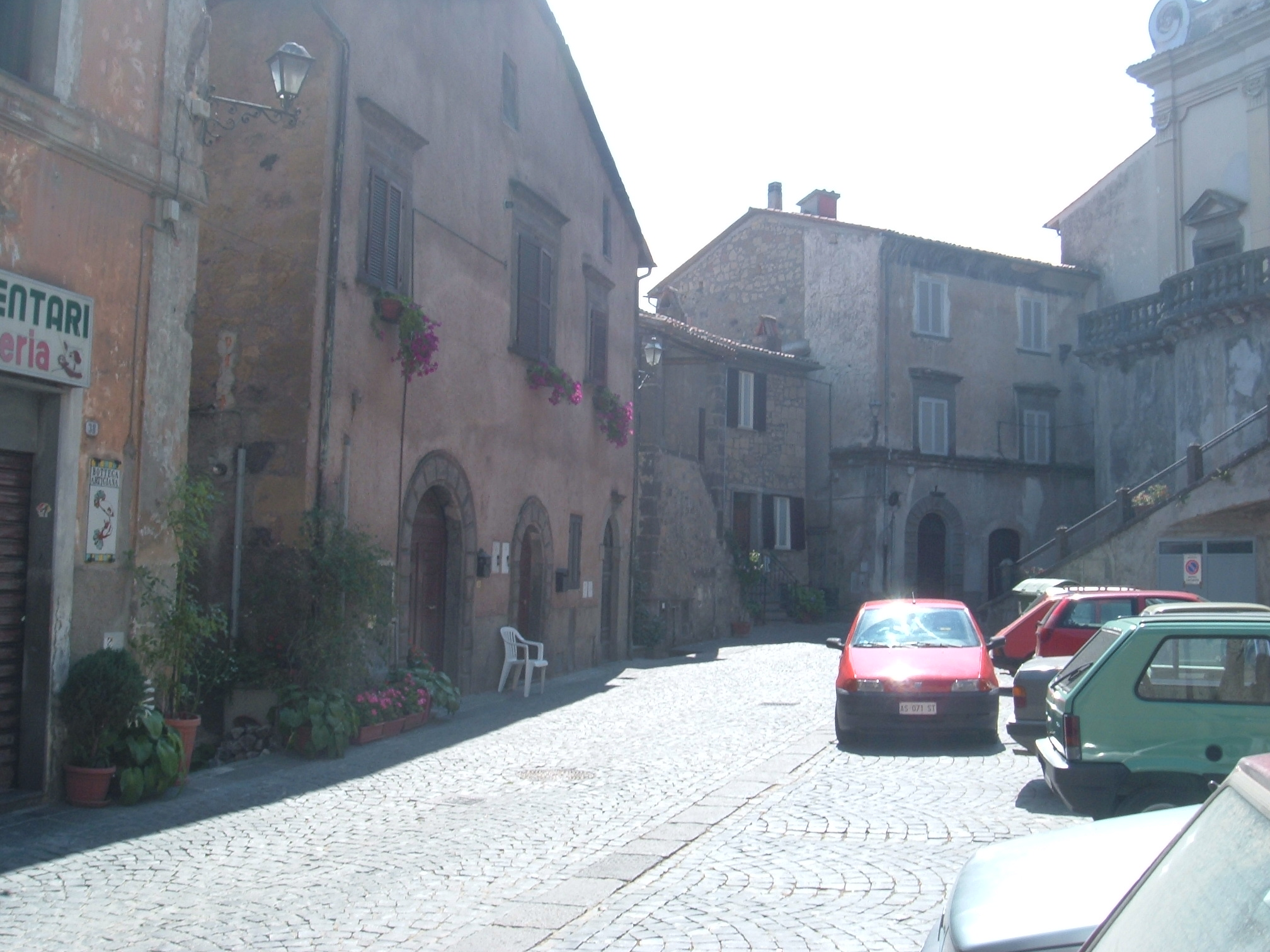
Via Cavour

## Geboren
- Domenico Ferrata (1847-1914), geestelijke en kardinaal